# Гідравлічний радіус

Гідравлічний радіус (рос.гидравлический радиус; англ. hydraulic radius; нім. Hydroradius m) — узагальнена гідравлічна характеристика поперечних розмірів потоку рідини, що враховує величину і форму живого перерізу потоку і дорівнює відношенню площі потоку до змоченого периметра.
Величина гідравлічного радіуса залежить від форми каналу і використовується при розрахунку кільцевих потоків, водовідвідних споруд тощо.
Визначається як відношення площі перерізу потоку (ω) до змоченого периметра (χ):
R = ω / χ.
Приклади:
Визначення гідравлічного радіусу для жолобів різної форми